# Grönsö (äpple)
För andra betydelser, se Grönsö.
Grönsö är en äppelsort vars fruktkött är löst och smaken syrlig. Äpplet mognar i september och håller sig därefter omkring en månad. Äpplet är främst ett ätäpple. I Sverige odlas Grönsö gynnsammast i zon 1–3.